# Mary Deconge
Mary Lovenia DeConge-Watson (Wickliffe, Baton Rouge, 1933) é uma matemática estadunidense e ex-freira da Ordem das Irmãs da Sagrada Família. Foi a décima-quinta mulher afro-estadunidense a obter um Ph.D. em matemática.

## Vida pregressa e formação
DeConge-Watson nasceu em 1933 em Wickliff, Luisiana, filha de Adina Rodney DeConge e Alphonse Frank DeConge. Ingressou na Congregação das Irmãs da Sagrada Família de Nova Orleans aos 16 anos, tornando-se mais tarde freira na Sagrada Ordem das Irmãs de São Francisco. Entre 1952 e 1955 lecionou na escola primária em escolas paroquiais em Baton Rouge e Lafayette. Frequentou então o Seton Hill College, onde estudou matemática e ciências. Em 1962 recebeu um diploma de mestrado em matemática pela Universidade do Estado da Luisiana. Em 1968 obteve um Ph.D. em matemática e um menor em francês da Universidade de Saint Louis, com a tese 2-Normed Lattices and 2-Metric Spaces.

## Carreira
Enquanto na pós-graduação DeConge-Watson foi professor na Holy Ghost High School em Opelousas, Louisiana, e na Delisle Junior College, em Nova Orleans. Após obter o Ph.D. foi professora assistente de matemática na Universidade Loyola Nova Orleans de 1968 a 1971. Em 1971 foi professora assistente na Southern University em Baton Rouge.
DeConge-Watson teve seu trabalho publicado em Proceedings of the National Academy of Sciences, The Notices of the American Mathematical Society e Journal of Mathematical Analytical Applications. Ela é conhecida por suas publicações relacionadas ao Problema de Cauchy para Equações Parabólicas Abstratas de Ordem Superior.

## Vida privada
DeConge-Watson deixou a ordem religiosa em 1976. Casou com Roy Watson Sr em 1983.